# Гуттвіль
Гуттвіль (нім. Huttwil) — місто  в Швейцарії в кантоні Берн, адміністративний округ Верхнє Ааргау.

## Географія
Місто розташоване на відстані близько 36 км на північний схід від Берна.
Гуттвіль має площу 17,2 км², з яких на 13,5% дозволяється будівництво (житлове та будівництво доріг), 64,4% використовуються в сільськогосподарських цілях, 22% зайнято лісами, 0,1% не є продуктивними (річки, льодовики або гори).

## Демографія
2019 року в місті мешкало 5004 особи (+6,4% порівняно з 2010 роком), іноземців було 13,8%. Густота населення становила 290 осіб/км².
За віковим діапазоном населення розподілялося таким чином: 20,3% — особи молодші 20 років, 58,6% — особи у віці 20—64 років, 21% — особи у віці 65 років та старші. Було 2256 помешкань (у середньому 2,2 особи в помешканні).
Із загальної кількості 3099 працюючих 204 було зайнятих в первинному секторі, 1219 — в обробній промисловості, 1676 — в галузі послуг.